# 靈敏射手行動
灵敏射手行动 （英語：Operation Nimble Archer）是美国海军于1987年10月19日对伊朗2座波斯湾石油平台进行的一次攻击行动。这是攻击是对三天前伊朗导弹击中“海岛城号”（MV Sea Isle City）油轮的回应。该攻击发生在挚诚意志行动期间，旨在保护科威特油轮免受伊朗袭击。

## 背景
两伊战争进行到1984年，双方都开始攻击来自第三国运输对方石油的油轮。1987年10月16日，油轮“海岛城”号在科威特领海等待装货。油轮之前曾由美国海军舰艇护送到该水域，但当时没有护航船只在旁边。一枚从伊朗占领的法奥半岛发射的中国制蚕式导弹来袭，击中了油轮的舰桥和船员仓，导致船长（美国公民）失明，另有18名船员受伤。海岛城号严重损受损，用了4个月才得以修复。
作为报复，美国决定对Rostam油田的两个石油平台发动攻击。由于一年前曾被伊拉克破坏，这些石油平台目前并没有石油生产，而是被伊朗伊斯兰革命卫队用作军事设施。

## 行动经过
1987年10月19日，在行动开始前20分钟，塔奇号护卫舰(FFG-43)通过无线电通知石油平台人员撤离。下午2点，四艘美国海军驱逐舰，霍尔号(DDG-13)、莱夫域治号(DD-984)、纪德号(DDG-993)、约翰·杨号(DD-973)向石油平台开火。特战队登上了其中一座石油平台，没收了文件，然后安放炸药摧毁了平台。执行空中掩护的有长滩号巡洋舰(CGN-9)、莱希号巡洋舰(CG-21)、威廉·H·斯坦德利号巡洋舰(CG-32)，两架F-14战斗机，1架来自遊騎兵號航空母艦(CV-61)的E-2空中预警机。高爆弹对平台钢结构造成的破坏微乎其微，但最后使平台燃起大火。
根据美国官方声明，这些平台被伊朗武装部队用作战术通信中继点、雷达跟踪站，以及对国际水域非交战国船只进行攻击的快艇基地。美国总统里根称这次行动是针对伊朗蚕式导弹袭击“适当和相称的回应”，并否认与伊朗在战争状态。

## 国际法院审理
1992年11月2日，伊朗向国际法院提起对美国的诉讼。在接下来的10年里，美伊双方在国际法院进行了反复的新诉讼和反诉。2003年，国际法院做出裁决，决定不满足任何一方的诉讼请求。裁决指出，一方面，美国海军于1987年的灵敏射手行动和1988年的螳螂行动中对伊朗石油平台的行动，不是出于保护美国基本安全利益的必要措施；另一方面，指出美国的这类行动没有违反美伊双方1955年签订的《友好、经济关系和领事权利条约》，因为该条约只适用于船只不涉及石油平台，也不支持伊朗伊斯兰共和国的观点。